# Pomichal Richárd
Pomichal Richárd (Réte, 1951. május 2. - Dunaszerdahely, 2010. szeptember 5.) szlovákiai magyar tanár, biológus, szakíró, természetvédő.

## Élete
1980-ban vette el Szalai Mártát.
Rétén és Szencen járt általános iskolába, majd a A szenci gimnáziumban érettségizett. A pozsonyi Comenius Egyetemen előbb földrajzot és biológiát hallgatott, majd kutatóbiológusként végzett. Szakdolgozatát a Kis-Kárpátok rovarfaunájának vizsgálatából írta. Az egyetem elvégzése után rövid ideig a Földtani Intézetnél, valamint a Comenius Egyetemen dolgozott, végül a Csallóközi Múzeumban helyezkedett el. Munkája során rendszerezte a múzeum állat- és növénytani gyűjteményét, paleontológiai anyagát, részt vett több csallóközi tőzegbánya kialakítását kísérő természetvédelmi munkában is. A rendszerváltás előtt a Szabad Földműves, majd az ÚjSzó és a Vasárnap lapok munkatársa volt. 1992-től a dunaszerdahelyi Vámbéry Ármin Gimnázium tanáraként dolgozott, majd a dunaszerdahelyi Magángimnáziumban folytatta tanári pályáját. Több egyetemen vendégelőadóként, például a Mosonmagyaróvári Egyetemen is tartott előadásokat.
1980-ban vette el Szalai Mártát. Házasságukból két fiú, Richárd (1981) és Krisztián (1988) született.
2010-ben önkezével vetett véget életének. Csallóközaranyoson, felesége szülőfalujában temették el.
Barlangkutatásokban is részt vett, Skandináviát gyalog járta be az 1980-as években. Az itt készített diáival számos előadást tartott a Csallóköz falvaiban. Kerékpáron a Balkán-félsziget jelentős részét bejárta.

## Művei
A Szabad Földműves szerkesztője, majd az Új Szó több rovatának volt munkatársa.
- 1981 A Csallóköz élővilágának változásai. Múzeumi Híradó 5/1
- 1981 Árvédelem a Felső-Csallóközben a 15-19. században. Múzeumi Híradó 5/3
- 1982 A Csallóköz védett és veszélyeztetett állatai. Múzeumi Híradó 6/2; 6/4
- 1984 A fehér gólya (Ciconia ciconia L.) elterjedése a dunaszerdahelyi járás területén. Múzeumi Híradó 8
- 1984 Adalékok a Duna menti alföld tegzesfaunájának (Trichoptera) ismeretéhez. Múzeumi Híradó 8
- 1986 Vámbéry emléktáblája Dunaszerdahelyen. Földrajzi Múzeumi Tanulmányok 2, 63
- 2000 Odborná konverzácia pre stredné školy s vyučovacím jazykom maďarským - Biológia - zoológia. Bratislava
- 2007 Biológia a gimnáziumok számára (tsz.)
- Csiba Lajos 2002: Őszi szarvasbőgések, tavaszi szalonkázások — csallóközi vadásznapló (szerk.)